# Achille Talon (série télévisée d'animation)
Pour les articles homonymes, voir Achille (homonymie) et Talon.
Achille Talon  est une série télévisée d'animation française-américain en 52 épisodes de 26 minutes, créée d'après la bande dessinée éponyme Achille Talon de Greg et diffusée à partir du 3 septembre 1997 sur Canal+ dans l'émission C+ Cléo.
La propriété de la série est passée à Disney en 2001 lorsque Disney a acquis Fox Kids Worldwide, qui comprend également Saban Entertainment. Mais la série n'est pas disponible sur Disney+,,.

## Synopsis
Achille Talon a pour métier de remplacer les héros du grand public en cas d'empêchement, ce qui peut-être très dangereux...

## Voix françaises
- Patrick Préjean : Achille Talon
- Jean-François Kopf : Lefuneste
- Martine Reigner : Amélia
- Bernard Woringer : le méchant
- Maurice Sarfati : voix additionnelles
- Claude Vallois : Générique français

## Épisodes

### Première saison
1. Tarzon, l'homme primate / Agent double nul
2. Le pire contre-attaque / Le plop
3. Star truc / L'homme chauve sourit
4. D'un Z qui veut dire Zéro / Nevada Jones et la timbale
5. Mélassique parc / Supergars
6. Les fleurs rangers / Train des bois
7. Groggy XII / Pitre Pan
8. Les révoltes du T-Bone / Bousillator
9. Le gros chaperon rouge / L'étroit mousquetaire
10. Mission pas possible / Robo-talon
11. L'incroyable Gluck / Cognant le barbant
12. Le rond, la belle et les truands / Hélas au pays des merveilles
13. Hercule, tous travaux / Le chien de Basketville
14. Rambof / L'édenté de la mer
15. Retour vers la bavure / Tortues de Tae Kwon Do
16. Incompétence Day / King Gong
17. Ben Ahordhur / Les livreurs de la jungle
18. Franck et Stein / L'homme imprévisible
19. Zalien / Dancelot
20. T.E.T. / Arachnoman
21. Grossomodo / Chichille le gentil fantôme
22. Top fun / Pitrocchio
23. Le magicien d'Ozone / Gag Max
24. Vampire que tout ! / Christophe Talon
25. Aux frontières du rural / Kelraté Kid
26. Docteur J'Épile et Mister Poil / Alafin et la lampe défectueuse

### Deuxième saison
1. Achille XIV, le roi désastre / Talon sur le toit du monde
2. Talon marche sur la Lune / Caïus Talonnus
3. Les Huns et les autres / Le premier vol d'Archille Wright
4. Vini, vidi da Vinci / En déroute vers l'Ouest
5. Ponce de Talon / Talon et les cavaliers sauvages
6. Talon à OK Corral / Ampoule au Talon
7. Le drakkar du gros et lent / Le sauvage central
8. Talon à la barbe fleurie / Achille Talon de Lion
9. Et pourtant elle tourne / Le Talon de la liberté
10. Maestro Talon / Johann Talonberg
11. Talon en Montgolfier / Cap'tain Talon, corsaire de la reine
12. Francisco Vasquez Talon de Coronado / Taloyoshi
13. Achille Talon Casanova / Achillo Picasso
14. Talon de pire empire / Achille Cook chez les Menehuns
15. Le bon, le jeune et le Talon / Achille Crockett
16. La pire amie d'Achille / Sir Achille Raleigh
17. Alexandre le grandiose / Alexandre Graham Talon
18. Marathon Talon / Achille Washington
19. Talon d'Arabie / Poulet Curie
20. Talon, je présume ! / Talon fait l'Hannibal
21. Talon suit ses voix / Y a un truc
22. Les contes de Talon Grimm / Le mou du volant
23. Talon de l'Amazone / Docteur Taloncrate
24. Achille pasteurisé / Achille Vidocq
25. Achille Desmoulins / Le pacte de Méphistorictus
26. E = Talon 2 / Marco Talo et la reine des nouilles